# Talang Pagar Agung
Talang Pagar Agung is een bestuurslaag in het regentschap Lahat van de provincie Zuid-Sumatra, Indonesië. Talang Pagar Agung telt 390 inwoners (volkstelling 2010).